# David Guest (hockeista su prato)
David Guest (Burnie, 21 agosto 1981) è un ex hockeista su prato australiano, di ruolo centrocampista,vincitore della medaglia di bronzo a Pechino 2008.
In carriera al Champions Trophy vanta un oro conquistato nel 2005, battendo i finale i Paesi Bassi, ed un argento nel 2007, frutto della sconfitta nella finale contro la Germania.

## Palmarès
- Giochi olimpici

Pechino 2008: bronzo.
- Champions Trophy

2005: oro.
2007: argento.